# Canelas (povo)
Os Canelas são um grupo indígena que vive no Brasil. O grupo se divide nos subgrupos apaniecra-canela, rancocamecra-canela e quencatejê-canela.